# Drosophila illota
Drosophila illota är en tvåvingeart som beskrevs av Samuel Wendell Williston  1896. Drosophila illota ingår i släktet Drosophila och familjen daggflugor.
Artens utbredningsområde är Västindien.